# Arcidiocesi di Rimouski
L'arcidiocesi di Rimouski (in latino: Archidioecesis Sancti Germani) è una sede metropolitana della Chiesa cattolica in Canada. Nel 2022 contava 138.541 battezzati su 144.033 abitanti. È retta dall'arcivescovo Denis Grondin.
Il patrono dell'arcidiocesi è san Germano di Parigi.

## Territorio
L'arcidiocesi comprende parte delle regioni canadesi del Bas-Saint-Laurent e della Gaspésie-Îles-de-la-Madeleine nella provincia del Québec.
Sede arcivescovile è la città di Rimouski, dove si trova la cattedrale di San Germano (Saint-Germain).
Il territorio si estende su 20.225 km² ed è suddiviso in 95 parrocchie.

## Storia
La diocesi di Saint-Germain di Rimouski fu eretta il 15 gennaio 1867 con il breve Ex debito di papa Pio IX, ricavandone il territorio dall'arcidiocesi di Québec.
Il 29 maggio 1882 cedette una porzione del proprio territorio a vantaggio dell'erezione della prefettura apostolica del Golfo di san Lorenzo (oggi diocesi di Baie-Comeau), quindi il 5 maggio 1922 cedette un'altra porzione di territorio a vantaggio dell'erezione della diocesi di Gaspé.
Il 9 febbraio 1946 in virtù della bolla Universi gregis di papa Pio XII è stata elevata al rango di arcidiocesi metropolitana.

## Cronotassi dei vescovi
Si omettono i periodi di sede vacante non superiori ai 2 anni o non storicamente accertati.
- Jean-Pierre-François Laforce-Langevin † (15 gennaio 1867 - 6 febbraio 1891 dimesso[2])
- André-Albert Blais † (6 febbraio 1891 succeduto - 23 gennaio 1919 deceduto)
- Joseph-Romuald Léonard † (18 dicembre 1919 - 9 novembre 1926 dimesso[3])
- Georges-Alexandre Courchesne † (1º febbraio 1928 - 14 novembre 1950 deceduto)
- Charles Eugène Parent † (2 marzo 1951 - 25 febbraio 1967 dimesso[4])
- Louis Lévesque † (25 febbraio 1967 succeduto - 27 aprile 1973 dimesso)
- Joseph Gilles Napoléon Ouellet, P.M.E. † (27 aprile 1973 - 16 ottobre 1992 dimesso)
- Bertrand Blanchet (16 ottobre 1992 - 3 luglio 2008 ritirato)
- Pierre-André Fournier † (3 luglio 2008 - 10 gennaio 2015 deceduto)
- Denis Grondin, dal 4 maggio 2015

## Statistiche
L'arcidiocesi nel 2022 su una popolazione di 144.033 persone contava 138.541 battezzati, corrispondenti al 96,2% del totale.
| anno | popolazione | popolazione | popolazione | presbiteri | presbiteri | presbiteri | presbiteri                | diaconi | religiosi | religiosi | parrocchie |
| anno | battezzati  | totale      | %           | numero     | secolari   | regolari   | battezzati per presbitero | diaconi | uomini    | donne     | parrocchie |
| ---- | ----------- | ----------- | ----------- | ---------- | ---------- | ---------- | ------------------------- | ------- | --------- | --------- | ---------- |
| 1950 | 172.940     | 173.989     | 99,4        | 315        | 273        | 42         | 549                       |         | 144       | 1.033     | 115        |
| 1965 | 183.018     | 185.800     | 98,5        | 365        | 308        | 57         | 501                       |         | 182       | 1.472     | 119        |
| 1970 | 168.304     | 169.675     | 99,2        | 356        | 302        | 54         | 472                       |         | 176       | 1.329     | 115        |
| 1976 | 159.990     | 162.027     | 98,7        | 304        | 257        | 47         | 526                       |         | 94        | 1.172     | 119        |
| 1980 | 161.630     | 164.387     | 98,3        | 266        | 203        | 63         | 607                       | 1       | 110       | 986       | 117        |
| 1990 | 158.828     | 163.181     | 97,3        | 229        | 166        | 63         | 693                       |         | 106       | 885       | 117        |
| 1999 | 151.099     | 155.465     | 97,2        | 146        | 123        | 23         | 1.034                     | 4       | 67        | 747       | 118        |
| 2000 | 150.448     | 155.375     | 96,8        | 143        | 117        | 26         | 1.052                     | 7       | 71        | 731       | 118        |
| 2001 | 149.828     | 154.437     | 97,0        | 139        | 113        | 26         | 1.077                     | 10      | 66        | 731       | 118        |
| 2002 | 148.374     | 152.914     | 97,0        | 134        | 115        | 19         | 1.107                     | 10      | 57        | 688       | 118        |
| 2003 | 144.485     | 148.766     | 97,1        | 127        | 111        | 16         | 1.137                     | 9       | 54        | 667       | 114        |
| 2004 | 144.272     | 148.341     | 97,3        | 122        | 109        | 13         | 1.182                     | 9       | 53        | 643       | 114        |
| 2010 | 147.000     | 149.800     | 98,1        | 93         | 87         | 6          | 1.580                     | 14      | 29        | 564       | 105        |
| 2014 | 143.960     | 147.352     | 97,7        | 85         | 80         | 5          | 1.693                     | 16      | 22        | 495       | 103        |
| 2017 | 143.860     | 148.320     | 97,0        | 79         | 74         | 5          | 1.821                     | 14      | 23        | 453       | 97         |
| 2020 | 141.417     | 146.078     | 96,8        | 65         | 64         | 1          | 2.175                     | 14      | 8         | 405       | 97         |
| 2022 | 138.541     | 144.033     | 96,2        | 55         | 54         | 1          | 2.518                     | 13      | 5         | 330       | 95         |